# Musik und Gender im Internet
Musik und Gender im Internet (Musik(vermittlung) und Gender(forschung) im Internet, kurz: MuGI) ist ein Online-Lexikon und eine Forschungsplattform, die 2001 von Beatrix Borchard an der Hochschule für Musik und Theater Hamburg gegründet wurde. Als Reaktion auf eine klassische Musikhistoriographie, die sich hauptsächlich auf männliche Komponisten und ihre Werke konzentrierte, widmet sich MuGI Frauen in der Musikgeschichte. Seit 2013 erscheinen in MuGI auch lexikalische Artikel über Männer in der Musikgeschichte unter dem Blickwinkel der Genderforschung.

## Herausgabe und Inhalte
Herausgeberinnen des Online-Lexikons sind die Musikwissenschaftlerinnen Beatrix Borchard, Nina Noeske und Silke Wenzel, die Hochschule für Musik und Theater Hamburg und seit 2022 auch die Hochschule für Musik Franz Liszt Weimar. Darüber hinaus gibt es eine Zusammenarbeit mit der in Luxemburg ansässigen Organisation CID Fraen an Gender, die im Jahr 2022 begann.
Zu Beginn wurden die Lexikonartikel hauptsächlich von einem kleinen Team verfasst, das dank der Finanzierung durch die Mariann Stegmann Foundation zur Förderung von Frauen in Kunst und Musik bei MuGI angestellt war. Seitdem haben etwa 150 verschiedene Wissenschaftler und Wissenschaftlerinnen, sowohl aufstrebende als auch etablierte, Einträge beigesteuert. Jeder Beitrag wird einer Qualitätskontrolle durch zwei interne Musikwissenschaftler unterzogen.
Die ersten Artikel gingen 2004 online. 2024 enthielt das Lexikon rund 600 Artikel, von denen sich 350 auf Musikerinnen konzentrieren, die im 19. Jahrhundert aktiv waren. Darunter sind viele Komponistinnen, aber auch Interpretinnen, Verlegerinnen, Wissenschaftlerinnen, Sponsorinnen, Förderinnen, Pädagoginnen und Mäzeninnen des 18. bis 20. Jahrhunderts. Dazu gehören beispielsweise die Librettistin Gertrud Schönberg (1898–1967), die nach Kalifornien emigrierte; die deutsche Musikwissenschaftlerin Amalie Arnheim (1863–1917) oder die österreichische Bratschistin Natalie Bauer-Lechner (1858–1921). Die Forschungsplattform enthält außerdem Artikel über männliche Komponisten und Musikwissenschaftler aus der Perspektive der Genderstudies, wie Guido Adler und Johannes Brahms. Insbesondere wurden die Kreise und Schüler um Franz Liszt, Joseph Joachim und Clara Schumann systematisch erforscht. Die Artikel sind auf Deutsch geschrieben, etwa zehn Prozent sind auch auf Englisch verfügbar. Aus pragmatischen Gründen beschränkt sich die Seite auf die musikalische Arbeit von Frauen in Europa (einschließlich der ehemaligen UdSSR) und berücksichtigt nur Musikerinnen aus dem Bereich der Kunstmusik.

## Technik
MuGi ist eine eigenständige Webapplikation, die auf dem MyCoRe-Funktionskern basiert. Datenmodell, Erscheinungsbild und Recherchemöglichkeiten wurden an die Anforderungen einer lexikalischen Forschungs- und Publikationsplattform angepasst. Die Anwendung wird am Regionalen Rechenzentrum der Universität Hamburg gehostet.

## Rezeption
Der Musikwissenschaftler Stefan Drees begrüßte 2005 das Anlegen dieses Online-Lexikons, da damals Gender Studies sich noch nicht ausreichend in Europa etabliert habe, kritisierte aber die zu Anfangszeiten vorhandenen Lücken des Lexikons und eine seiner Meinung nach kaum verständliche Ausgrenzung der Popularmusik. Des Weiteren kritisierte er die fehlende Auseinandersetzung mit Fragen der Ästhetik im historischen und sozialen Kontext, da jede Auseinandersetzung mit der Kunst auch ästhetische Diskurse beinhalten müsse.
Die Stärke des Lexikons liege „in der Qualität der darin enthaltenen Recherchen, die ausgezeichnet ist, und die Stärken der Website selbst sind ihre Größe, ihre Navigation ...“, so 2024 ein Artikel im Journal Nineteenth-Century Music Review der University of Cambridge. Mit der Art und Weise, wie Musikgeschichte konzipiert und erforscht wird neu zu gestalten, stelle das digitale Lexikon derzeit „die wertvollste Ressource“ für Wissenschaftler bereit, insbesondere für solche, die nicht in Deutschland ansässig sind.

## Veröffentlichungen der Herausgeberinnen
- Beatrix Borchard, Regina Back, Elisabeth Treydte (Hrsg.): Musik(vermittlung) und Gender(forschung) im Internet: Perspektiven einer anderen Musikgeschichtsschreibung.  Georg Olms Verlag, Hildesheim 2016, ISBN 978-3-487-15405-3.
- Beatrix Borchard: MusikGeschichtsVermittlung und Genderforschung im Internet. Bericht über ein work in progress. 19. März 2018, S. 165–178, doi:10.25366/2018.15 ( [PDF; abgerufen am 18. April 2024] Erstausgabe:  2016).
- Beatrix Borchard, Kirsten Reese, Sophie Fetthauer: „http://mugi.hfmt-hamburg.de ist startklar!“ In: Krista Warnke, Berthild Lievenbrück (Hrsg.): Gender Studies. Dokumentation einer Annäherung. Weidler, Berlin 2004, ISBN 3-89693-402-3, S. 234–239.